# Bloot en Speren
Bloot en Speren is een panelprogramma op VIER over de geschiedenis met Sofie Lemaire als presentatrice. In het programma moeten de panelleden raden over welke gebeurtenis of persoon in de geschiedenis het gaat.

## Spelrondes
Peep ShowIn de eerste ronde krijgen de panelleden enkele foto’s te zien van lang en minder lang geleden en moeten ze raden naar het verhaal achter elke foto.
Wordt VervolgdIn de tweede ronde krijgen de panelleden een historische kortspeelfilm te zien en zodra de kortfilm op pauze staat moeten ze raden hoe het afloopt.
Schande Van de FamilieIn de derde ronde laat Sofie de panelleden in de huid van een historisch figuur kruipen en interviewt hen dan, waarop de panelleden moeten antwoorden op de vragen en zo de anekdote dat er destijds is ontstaan moeten raden.
Verloren VoorwerpIn de vierde ronde krijgen de panelleden oude historische voorwerpen te zien en aan hen om te raden waar deze voorwerpen voor gebruikt werden.
Strategisch OverlegIn de vijfde ronde duiken de panelleden in een waargebeurd strategisch overleg van jaren geleden en proberen ze een probleem in de geschiedenis op te lossen.
Tableau VivantIn de laatste ronde worden de panelleden geblinddoekt en omgekleed in een historisch kostuum en worden ze op een historische plaats in de geschiedenis geplaatst en aan hen om te raden waar ze zijn en wat er zo speciaal is aan die plek.

## Afleveringen

### Seizoen 1
| Afl. | Datum            | Panelleden          | Panelleden         | Panelleden        | Panelleden                | Winnaar               | Kijkcijfers (Live) |
| ---- | ---------------- | ------------------- | ------------------ | ----------------- | ------------------------- | --------------------- | ------------------ |
| 1    | 13 november 2014 | Jonas Geirnaert     | Ruth Beeckmans     | Bent Van Looy     | Philippe Geubels          | Ruth Beeckmans        | 534.788            |
| 2    | 20 november 2014 | Henk Rijckaert      | Sven De Leijer     | Otto-Jan Ham      | Steven Van Herreweghe     | Steven Van Herreweghe | 396.507            |
| 3    | 27 november 2014 | Bart De Pauw        | Tom Waes           | Bent Van Looy (2) | Jelle De Beule            | Bart De Pauw          | 327.295            |
| 4    | 4 december 2014  | Wouter Deprez       | Bart Cannaerts     | Thomas Smith      | Jelle De Beule (2)        | Jelle De Beule        | 399.090            |
| 5    | 11 december 2014 | Gunter Lamoot       | Sven De Leijer (2) | Bent Van Looy (3) | Steven Van Herreweghe (2) | Bent Van Looy         | Onbekend           |
| 6    | 18 december 2014 | Jonas Geirnaert (2) | Bart Cannaerts (2) | Lieven Scheire    | Jelle De Beule (3)        | Jonas Geirnaert       | 469.000            |

Seizoen 1 haalde gemiddeld 450.000 kijkers.

### Seizoen 2
| Afl. | Datum         | Panelleden        | Panelleden      | Panelleden            | Panelleden             | Winnaar          | Kijkcijfers (Live) |
| ---- | ------------- | ----------------- | --------------- | --------------------- | ---------------------- | ---------------- | ------------------ |
| 7    | 16 april 2015 | Kamagurka         | Liesa Naert     | Steven Van Herreweghe | Bent Van Looy (4)      | Geen winnaar     | Onbekend           |
| 8    | 23 april 2015 | Wouter Deprez (2) | Martin Heylen   | Gunther Lamoot        | Sarah Vandeursen       | Sarah Vandeursen | 164.838            |
| 9    | 30 april 2015 | Erik Van Looy     | Jelle De Beule  | Jonas Geirnaert (3)   | Herman Brusselmans     | Onbekend         | 295.552            |
| 10   | 7 mei 2015    | Thomas Smith (2)  | Jelle De Beule  | Jonas Geirnaert (4)   | Bent Van Looy (5)      | Geen winnaar     | Onbekend           |
| 11   | 14 mei 2015   | Erik Van Looy (2) | Guga Baúl       | Ruth Beeckmans (2)    | Herman Brusselmans (2) | Guga Baúl        | 266.776            |
| 12   | 21 mei 2015   | Otto-Jan Ham (2)  | Liesa Naert (2) | Gilles De Coster      | Sven De Leijer (2)     | Sven De Leijer   | Onbekend           |

De compilatie van het tweede seizoen, die werd uitgezonden op 28 mei 2015, haalde 245.341 kijkers.

(2) De kandidaat neemt voor de 2de keer deel.
(3) De kandidaat neemt voor de 3de keer deel.

## Prijzen en nominaties
In 2015 won Bloot en Speren de prijs voor het beste humoristisch format op de C21 Awards in Cannes.